# Joaquim José da Silva Xavier
« Tiradentes » redirige ici. Pour les autres significations, voir Tiradentes (homonymie).
Pour les articles homonymes, voir Silva.
Joaquim José da Silva Xavier (Fazenda do Pombal, 16 août 1746 — Rio de Janeiro, 21 avril 1792), surnommé Tiradentes, est un militant politique brésilien. Il exerça les métiers d'arracheur de dents, de  tropeiro, d'exploitant minier, de commerçant et de militaire.

## Biographie

### Jeunesse
Né dans la zone rurale du district de Pombal, à l'époque sur le territoire de la municipalité de São José del-Rei (aujourd'hui Tiradentes), dans l'État du Minas Gerais, Tiradentes était fils du Portugais Domingos da Silva Santos, propriétaire terrien, et de la Brésilienne Maria Antônia da Encarnação Xavier, le quatrième de quatre frères. En 1755, après la mort de Maria Antônia, il suit son père à Vila São José. Deux ans plus tard, à l'âge de 11 ans, il perd également son père. Le jeune Joaquim ne fait pas d'études et reste sous la tutelle de son parrain qui était chirurgien. Il travaille alors dans l'exploitation minière puis s'associe à un office d'assistance publique à Vila Rica et se consacre à la pratique de la pharmacie et à l'exercice de la profession de dentiste, ce qui lui vaut le surnom de Tiradentes (arracheur de dents).
En effet, Tiradentes est la contraction de « tira », c’est-à-dire, « enlève » et de « dentes », c’est-à-dire, « dents ».

### Au service de la couronne portugaise
Grâce à ses connaissances acquises dans le travail des mines, il commence ensuite à prospecter  dans le sertão pour le compte de l'administration portugaise. En 1780, il rejoint la milice de la capitainerie du Minas Gerais. En 1781, il est nommé, par la reine Marie Ire, commandant de la patrouille de Caminho Novo, la route menant à la ville de Rio de Janeiro. Il avait pour fonction de garantir la sécurité des convois d'or et de diamants extrait dans la capitainerie jusqu'à la capitale. Déçu de ne pas obtenir de promotion dans la carrière militaire, il démissionne de la cavalerie en 1787.

### Les débuts d'un mouvement pour l'indépendance
Il habite alors environ un an à Rio de Janeiro et cherche à développer des projets d'amélioration de l'alimentation en eau de la ville, comme la canalisation des cours d'eau rio Andaraí et rio Maracanã. Il n'obtient cependant aucun crédit pour l'exécution de ses projets. Cet échec aurait aggravé son désir de liberté pour la colonie.
De retour au Minas Gerais, il commence à préconiser l'indépendance du Brésil, dans des milieux fermés qu'il fréquente à Vila Rica et dans les environs. Il s'intègre ainsi à un petit groupe réunissant des membres du clergé et de la haute-société, comme Cláudio Manuel da Costa (pt), ancien secrétaire du gouvernement, Tomás Antônio Gonzaga, ex-magistrat supérieur et Inácio José de Alvarenga Peixoto, exploitant minier. Ce petit groupe, nourri également par les idéaux des Lumières, reçoit un renfort idéologique avec l'indépendance des colonies anglaises d'Amérique du Nord et la formation des États-Unis. Des facteurs régionaux et économiques contribuent également à la propagation des idées subversives, comme la baisse de la production de minerais dans la capitainerie. Les maîtres du système économique de la région, n'arrivant pas à payer les cent arrobas d'or dues annuellement à la couronne portugaise, adhèrent d'autant plus facilement à ce début de propagande contre l'ordre colonial.

### Une ébauche d'insurrection
Le sentiment de révolte trouve un motif supplémentaire lors de l'instauration d'un nouvel impôt, la derrama, recouvrement de 538 arrobas d'or en arriérés d'impôts depuis 1762, immédiatement payable au nouveau gouverneur de la capitainerie, Luís António Furtado de Castro do Rio de Mendonça e Faro (pt), vicomte de Barbacena.  Une certaine agitation gagne les rues de Vila Rica lorsque se répand la nouvelle de cette exigence. Cependant, avant que cette ébauche de conspiration ne se développe, elle est dénoncée au pouvoir portugais par le colonel Joaquim Silvério dos Reis, le lieutenant-colonel Basílio de Brito Malheiro do Lago et l'Açorien Inácio Correia de Pamplona, en échange de l'effacement de leurs dettes vis-à-vis de la couronne. Le vicomte de Barbacena suspend alors la Derrama (pt) et ordonne l'arrestation des meneurs du mouvement à peine naissant qui restera dans l'histoire officielle sous le nom de conjuration Mineira (1789) - c'est-à-dire une appellation infamante dénonçant une entreprise considérée comme sacrilège, puisque visant la monarchie portugaise, de droit divin.
Parmi les conjurés, on trouve les pères Carlos Correia de Toledo e Melo, José de Oliveira Rolim et Manuel Rodrigues da Costa; le lieutenant-colonel Francisco de Paula Freire de Andrade; les colonels Domingos de Abreu et Joaquim Silvério dos Reis (un des délateurs du mouvement); les poètes Cláudio Manuel da Costa, Inácio José de Alvarenga Peixoto et Tomás Antônio Gonzaga.
Leurs principaux objectifs auraient été d'établir un gouvernement indépendant du Portugal, créer une université à Vila Rica, développer une industrie inexistante et faire de São João del-Rei le nouveau siège de la capitainerie.

### La mort de Tiradentes

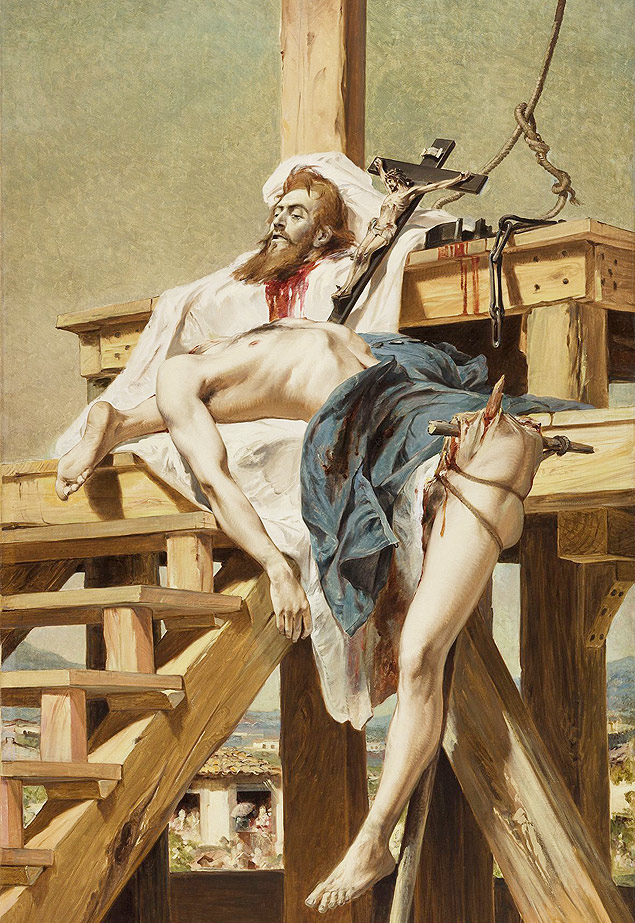
Tiradentes Esquartejado - Pedro Américo (1893).

Joaquim José da Silva Xavier, "Tiradentes", était probablement, parmi les membres de la conspiration, celui qui occupait la position sociale la plus basse. Il fut cependant le seul à assumer sa responsabilité lors de l'enquête officielle et du jugement. Niant tout d'abord toute implication, Tiradentes assume ensuite toute la responsabilité de la conjuration, innocentant ses compagnons. Les conjurés attendent trois ans en prison leur procès et leur jugement. Certains sont condamnés à mort et d'autres à l'exil. Plus tard, sur décision attribuée à  la reine Marie Ire - qui à l'époque était atteinte de folie furieuse et avait abandonné tout pouvoir effectif -, toutes les peines sont commuées en exil, sauf pour Tiradentes, qui pour l'exemple, demeure condamné à la peine capitale.
Le samedi 21 avril 1792, au matin, Tiradentes parcourt en procession les rues du centre ville de Rio de Janeiro, jusqu'au lieu de son supplice, à côté de l'église Notre-Dame de Lampadosa. Exécuté puis écartelé, sa mémoire est déclarée infâme une fois la sentence accomplie. Sa tête est alors exposée sur un pilier de la place centrale de Vila Rica, ses restes dispersés le long du Caminho Novo (à Cebolas, Varginha do Lourenço, Barbacena et Queluz où il prononça des discours appelant à la révolte) et sa maison rasée.

## La mémoire de Tiradentes
Après l'indépendance du Brésil, Tiradentes reste longtemps une personnalité relativement obscure. En effet, pendant l'Empire, les deux monarques, Pierre Ier et Pierre II, appartiennent à la lignée masculine de la maison des Bragance et sont, respectivement, petit-fils et arrière-petit-fils de Marie Ire de Portugal, sous le règne de qui le pouvoir portugais avait émis la condamnation à mort de Tiradentes. Tout change avec l'avènement de la République, et surtout l'arrivée des idéologues positivistes qui présidèrent à sa fondation et qui cherchèrent dans la figure de Tiradentes une personnification de l'identité républicaine du Brésil. De là vient l'iconographie traditionnelle le représentant barbu et en tenue de condamné à mort, vaguement assimilable à l'image de Jésus Christ.
Tiradentes ne se maria jamais mais eut deux fils, João avec Eugênia Joaquina da Silva et Joaquina avec Antonia Maria do Espírito Santo.
Tiradentes est aujourd'hui considéré comme une figure historique de premier plan, vénéré comme un héros national : le 21 avril, date de son exécution, est jour férié au Brésil, par ailleurs, les pièces de cinq centavos sont frappées à son effigie et un timbre a été émis en son honneur en 2008.
Il figure en bonne place dans le Romanceiro da Inconfidência, publié par Cecilia Meireles à Rio, en 1953.
Son nom a été donné à la plus haute décoration décernée par l’Assemblée législative de l’État de Rio de Janeiro, la médaille Tiradentes.